# Michiru Ōshima
Michiru Ōshima (大島ミチル Ōshima Michiru?, 16 de marzo de 1961, Nagasaki) es una compositora japonesa. En su música hay una clara inspiración neoclásica con ciertos toques entre marciales y épicos. Compone bandas sonoras para animes, videojuegos y películas de animación japonesas.
Entre los animes más destacados para los que ha compuesto su música se encuentran Fullmetal Alchemist y  Arc the Lad. Otros animes para los que ha compuesto son: Queen Emeraldas y Fullmetal Alchemist: Conquistador de Shamballa.
Sus primeras obras son bandas sonoras para videojuegos basados en las plataformas Super Famicom (Super NES en América) y juegos de acción y aventura para PlayStation 2. Entre los videojuegos para los que ha compuesto sus bandas sonoras se encuentran: Legend of Legaia, un juego RPG para PSX y su secuela para PlayStation 2 - Legaia Duel Saga, con la que trabajó junto a los destacados compositores para bandas sonoras de videojuegos Yasunori Mitsuda e Hitoshi Sakimoto. Otro trabajo notable de Oshima Michiru en el terreno de los videojuegos es la banda sonora para Arc the Lad 3. 
También es bien conocida por sus composiciones para las películas de Godzilla. En ese aspecto, ella ha considerado seriamente llegar a ser la mejor compositora de la saga después de Akira Ifukube, y recientemente ha hecho los arreglos orquestales para un tráiler promocional del videojuego The Legend of Zelda: Twilight Princess (GameCube, Wii).

## Biografía
Se graduó en la Universidad de Música de Kunitachi. Desde entonces, y a partir de los primeros años 90 se dedica a la composición de música para series de televisión, de animación japonesa, videojuegos y películas. Ha ganado varios premios musicales en su país y uno en EE. UU., el año 2007. No existen apenas datos biográficos de esta compositora.

## Discografía

### Bandas Sonoras de Anime
| Título del Anime                                                | Año de Salida |
| --------------------------------------------------------------- | ------------- |
| Saint Elmo - Hikari no Raihousha (Especial)                     | 1986          |
| OL Kaizo Koza                                                   | 1990          |
| Kaze no Tairiku - Weathering Continent                          | 1992          |
| Miracle Girls                                                   | 1993          |
| Mashin Eiyuuden Wataru: Owarinaki Toki no Monogatari (Especial) | 1993          |
| Casshan: Robot Hunter                                           | 1993          |
| Nanatsu no Umi no Tico                                          | 1994          |
| Haō Taikei Ryū Knight                                           | 1994          |
| Legend of Crystania (Película)                                  | 1995          |
| Gotō ni Naritai (Película)                                      | 1995          |
| Haou Daikei Ryuu Knight: Adeu Legend II (OVA)                   | 1995          |
| Haou Daikei Ryuu Knight: Adeu Legend Final (OVA)                | 1996          |
| Mahou Tsukai Tai (Escuela de Brujas)                            | 1996          |
| Hana yori Dango                                                 | 1996          |
| Gall Force: The Revolution (OVA)                                | 1996          |
| Mach GoGoGo                                                     | 1997          |
| Hana yori Dango (Película)                                      | 1998          |
| Haruniwa Ie no Sanninme                                         | 1998          |
| Mahou no Stage Fancy Lala                                       | 1998          |
| Queen Emeraldas OVAS                                            | 1998          |
| Ultraman M78 Gekijou: Love and Peace (Especial)                 | 1999          |
| Arc the Lad TV Series                                           | 1999          |
| Momoko, Kaeru no Uta Kikoeruyo                                  | 2003          |
| Massugu ni Ikou                                                 | 2003          |
| Full Metal Alchemist                                            | 2003          |
| Hanaukyo Maid Tai La Verite                                     | 2004          |
| Garasu no Usagi (Película)                                      | 2005          |
| Fullmetal Alchemist : Conquistador de Shamballa (Película)      | 2005          |
| Project BLUE Chikyuu SOS                                        | 2006          |
| Chevalier d'Eon                                                 | 2006          |
| Dai-chan, Daisuki (Película)                                    | 2006          |
| Xam'd: Lost Memories (Bōnen no Xamdou)                          | 2008          |
| Nabari no Ō                                                     | 2008          |
| The Tatami Galaxy                                               | 2010          |
| Sora no Woto                                                    | 2010          |
| Tezuka Osamu no Buddha                                          | 2011          |
| Fuse Teppō Musume no Torimonochō                                | 2012          |
| Zetsuen no Tempest                                              | 2012          |
| Aura Maryuuinkouga Saigo no Tatakai (Película)                  | 2013          |
| Hal (Película)                                                  | 2013          |
| Sakasama no Patema (Patema Invertida)                           | 2013          |
| Rokka no Yūsha                                                  | 2015          |
| Akagami no Shirayukihime                                        | 2015          |
| Little Witch Academia                                           | 2017          |
| Haikara-san ga Tooru Movie 1: Benio, Hana no 17-sai (Película)  | 2017          |
| The Night Is Short, Walk On Girl                                | 2017          |
| Yagate Kimi ni Naru                                             | 2018          |
| Ride Your Wave                                                  | 2019          |
| Star Wars: Visions (Episodios 3 y 7)                            | 2021          |
| Hula Fulla Dance                                                | 2021          |

### Documentales
| Título del documental   | Año de Estreno |
| ----------------------- | -------------- |
| Seimei (Planet of Life) | 1994           |

### Bandas Sonoras para Películas
| Título de la película                       | Año de Estreno |
| ------------------------------------------- | -------------- |
| Kuruta                                      | 1995           |
| Shitsurakuen (Paradise Lost)                | 1997           |
| Shomuni (The Great Women)                   | 1998           |
| Godzilla tai Megaguirus: G Shōmetsu Sakusen | 2000           |
| Copycat Criminal                            | 2002           |
| Godzilla - S.O.S. Tokyo                     | 2003           |
| Umineko (Seagull)                           | 2004           |
| Kita no Zero Nen (Year One in the North)    | 2005           |

### Álbumes en Solitario
| Título del Álbum | Año de Lanzamiento |
| ---------------- | ------------------ |
| Michiru Oshima   | 2005               |

### Bandas Sonoras para Videojuegos
| Título del Videojuego                    | Plataforma    | Año de lanzamiento | Compañía         |
| ---------------------------------------- | ------------- | ------------------ | ---------------- |
| Taikou Risshiden                         | SNES          | 1992               | Koei Corporation |
| Genghis Khan: Blue Wolves and White Does | SNES          | 1992               | Koei Corporation |
| Legend of Legaia                         | PlayStation   | 1998               | Prokion Ltd.     |
| Arc the Lad 3                            | PlayStation   | 1999               | Working Designs  |
| Ico                                      | PlayStation 2 | 2001               | SCEI             |
| Legend of Legaia Duel Saga               | PlayStation 2 | 2001               | Prokion Ltd.     |

## Detalles
- Mezcla magistral de composición neoclásica con sintetizadores. Arreglos orquestales sofisticados.
- Música majestuosa, épica y de fuerte tono marcial en algunas de sus composiciones. En contraposición, Oshima Michiru tiene otras piezas en las que demuestra una gran belleza melódica, con tonos nostálgicos.
- Gran profusión de percusiones estimulantes en sus temas más épicos y marciales.